# Tenderloin
Tenderloin é um bairro no centro de São Francisco, Califórnia, nas planícies da encosta sul do bairro de Nob Hill, situando-se entre os bairros de Union Square, a nordeste, e do Civic Center, a sudoeste, englobando cerca de 50 quarteirões, em formato de um triângulo largo, com a ponta virada para o leste. É historicamente limitado a norte pela Geary Street, a leste pela Mason Street, a sul pela Market Street e a oeste pela Van Ness Avenue. O limite norte com o bairro de Lower Nob Hill é apontado tradicionalmente como a Geary Street.
Os termos "Tenderloin Heights" e "The Tendernob" referem-se à área em torno dos limites indefinidos entre o bairro e Nob Hill. A extensão leste, perto da Union Square, fica acima do Theater District.
Parte da extensão ocidental das ruas Tenderloin, Larkin e Hyde entre Turk e O'Farrell é reconhecida oficialmente pela cidade de São Francisco como "Little Saigon", em homenagem aos imigrantes vietnamitas que ali se estabeleceram.
É denso, pouco residencial, dedicado à vida noturna e ao comércio varejista. Além de sua comunidade artística e diversificada com uma rica história, há significativa pobreza, moradores de rua e altos índices de criminalidade.